# Debeli Rtič
Das Fauna-Flora-Habitat-Gebiet Debeli Rtič liegt auf dem Gebiet der Stadt Ankaran im Südwesten Sloweniens unmittelbar an der Adriaküste. Es umfasst die aus Flysch aufgebauten Kliffs an der Küste des Golfs von Triest. Das Gebiet überschneidet sich in Teilen mit dem europäischen Vogelschutzgebiet Debeli rtič.

## Schutzzweck

### Lebensraumtypen
Folgende Lebensraumtypen nach Anhang I der FFH-Richtlinie kommen im Gebiet vor:
| EU Code | * | Lebensraumtyp (offizielle Bezeichnung)                                                     | Fläche [ha] |
| ------- | - | ------------------------------------------------------------------------------------------ | ----------- |
| 1110    |   | Sandbänke mit nur schwacher ständiger Überspülung durch Meerwasser (sublitorale Sandbänke) | 0,8         |
| 1210    |   | Einjährige Spülsäume                                                                       | 0,9         |
| 1240    |   | Mittelmeer-Felsküsten mit Vegetation mit endemischen Limonium-Arten                        | 3,5         |